# Orthocis collenettei
Orthocis collenettei es una especie de coleóptero de la familia Ciidae.

## Distribución geográfica
Habita en Australia, Islas Marquesas y Fiyi.